# Blanca Berasategui Garaizábal
Blanca Berasátegui Garaizábal (Vitoria, 1949) es una periodista española que dirigió el Cultural del periódico ABC y el Cultural de El Mundo.

## Biografía
Nació en Vitoria, pero se fue a Madrid al acabar el bachillerato, porque quería hacer periodismo, y en aquel entonces sólo había tres opciones, Madrid, Barcelona o Navarra. Optó por Madrid porque allí tenía dos hermanos estudiando. Realizó los estudios universitarios de Periodismo. En el año 1972 hizo sus prácticas de periodismo en el ABC y se incorporó en plantilla. Estuvo dos años en la sección local, y después pasó a la sección de cultura, que era la que le gustaba. A lo largo de los años ochenta tuvo la oportunidad de entrevistar a algunos de los más grandes escritores del siglo XX. Treinta y siete de estas entrevistas fueron recogidas en el libro Gente de palabra (Plaza & Janés, 1987).
En 1991 creó el ABC Cultural, primer suplemento cultural que trató la creación artística como un todo. Fue la primera persona en dirigir el ABC Cultural, durante siete años.  Dirigió durante dos años la revista de pensamiento Cuenta y Razón.  También trabajó en espacios culturales de radio y televisión. En 1998 se incorporó a la dirección de El Cultural del periódico El Mundo. Es una figura de referencia del periodismo español.

## Premios y reconocimientos
- Premio Nacional de Periodismo Cultural.[10]
- Premio Luca de Tena.[11]
- Premio Javier Bueno al mejor periodismo especializado.[12]
- Premio Nacional de la Promoción de Edición Universitaria.[13]
- Formó parte de jurado el Premio Nacional de las Letras de 2015.[14]
- Formó parte de jurado del XXV Premio Reina Sofía de poesía.[15]